# قاسم‌آباد (تویسرکان)
قاسم‌آباد (تویسرکان)، روستایی از توابع بخش قلقل‌رود شهرستان تویسرکان در استان همدان ایران است.

## جمعیت
این روستا در دهستان قلقل‌رود قرار دارد و براساس سرشماری مرکز آمار ایران در سال ۱۳۹۵، جمعیت آن ۵۰۴ نفر (۱۴۵ خانوار) بوده‌است. مردم این روستا اصالتاً از قوم لک هستند.